# Tước vương miện
Tước vương miện là một thuật ngữ để chỉ việc một nữ hoàng sắc đẹp sau khi đăng quang bị ban tổ chức cuộc thi không cho phép giữ lại danh hiệu sắc đẹp đó nữa. Lý do của việc tước vương miện thường là do hoa hậu đó đã không làm tròn bổn phận của mình, đã có con hoặc có những hành vi đạo đức sai trái, không phù hợp với hình ảnh một hoa hậu. Sau khi bị tước vương miện, Á hậu 1 hoặc một hoa hậu khác sẽ được chọn lên thay thế.

## Cuộc thi sắc đẹp quốc tế
- Cuộc thi Hoa hậu Thế giới đã từng có 2 hoa hậu bị tước vương miện trong lịch sử. Helen Morgan (Vương quốc Liên hiệp Anh và Bắc Ireland) đăng quang danh hiệu Hoa hậu Thế giới 1974 nhưng cô tuyên bố từ bỏ vương miện sau đó 4 ngày vì bị phát hiện đã sinh con. Á hậu 1 Anneline Kriel đến từ Nam Phi được chọn lên thay thế. Còn vào năm 1980, Gabriella Brum của Tây Đức đoạt vương miện nhưng sau đó phải thoái vị vì đã từng chụp ảnh khỏa thân trên tạp chí Playboy. Cô được thay thế bởi Á hậu 1 Kimberley Santos của đảo Guam.
- Hoa hậu Hoàn vũ từng có 1 thí sinh bị tước vương miện. Đó là Oxana Fedorova của nước Nga, đăng quang danh hiệu Hoa hậu Hoàn vũ 2002 nhưng do không hoàn thành nhiệm vụ của một Hoa hậu, cô đã bị Tổ chức Hoa hậu Hoàn vũ tước vương miện. Danh hiệu được chuyển cho Á hậu 1 Justine Pasek của Panama[1]. Về sau, Oxana Fedorova đã thu được một số thành công trong sự nghiệp[2].
- Džejla Glavović (Bosna và Hercegovina) đăng quang danh hiệu Hoa hậu Trái Đất 2002 nhưng sau đó bị tước vương miện do không hoàn thành nhiệm vụ. Ngôi vị của cô chuyển lại cho Hoa hậu Không khí (tương đương Á hậu 1) của cuộc thi, cô Winfred Omwakwe đến từ Kenya.

## Cuộc thi sắc đẹp quốc gia
- Laetitia Bleger, Hoa hậu Pháp 2004 bị tước vương miện trong 6 tháng vì chụp ảnh khỏa thân[3].
- Danielle Lloyd, Hoa hậu Anh 2004 (từng đại diện cho nước Anh tham gia cuộc thi Hoa hậu Thế giới năm 2004 tại Tam Á, Trung Quốc nhưng không đoạt giải) và danh hiệu Hoa hậu Vương Quốc Anh năm 2006, cô bị tước vương miện vì cô đã có quan hệ với một thành viên trong ban giám khảo, cầu thủ bóng đá Teddy Sheringham.
- Katie Rees, Hoa hậu Nevada 2006 bị tước vương miện sau khi những bức ảnh ăn chơi của cô khi 16 tuổi bị phát tán trên mạng internet[4]. Á hậu 1 Helen Salas thay cô tham dự Hoa hậu Mỹ 2007.
- Hisako Shirata, Hoa hậu Quốc tế Nhật Bản bị tước vương miện vì đã đóng phim khiêu dâm[5].
- Carrie Prejean, Miss California USA 2008 và đồng thời là Á hậu 1 Miss USA 2009 đã bị tước vương miện do không thực hiện đầy đủ các cam kết với ban tổ chức. Trước đó, Carrie đã tuyên bố không ủng hộ hôn nhân đồng tính trong cuộc thi Hoa hậu Mỹ khiến nhiều người tức giận và khơi mào một cuộc tranh luận trong xã hội Mỹ. Tuy nhiên ban tổ chức phủ nhận tước vương miện cô vì lý do này[6].

## Không bị tước vương miện
- Miss USA 2006, Tara Conner suýt bị tước vương miện vì nghiện rượu, ma túy và có một số hành vi không phù hợp khác. Tuy nhiên cuối cùng cô vẫn giữ lại được vương miện và hứa sẽ sửa chữa lỗi lầm. Tara đã đi cai nghiện ma túy[7].
- Valerie Begue, Hoa hậu Pháp 2007 sau khi bị lộ những tấm ảnh thiếu đứng đắn vẫn được giữ lại vương miện, tuy nhiên mất quyền tham dự các cuộc thi sắc đẹp quốc tế[8].
- Hoa hậu Nga 2009 Sofia Rudieva bị phát hiện chụp bộ ảnh khỏa thân từ khi mới 15 tuổi. Cô đã gửi thư xin lỗi công chúng và giải thích về việc bị dụ dỗ chụp những bức ảnh khỏa thân khi còn trẻ[9]. Khả năng tước vương miện của Sofia Rudieva không được nêu ra và cô vẫn được quyền đại diện cho nước Nga tại Hoa hậu Hoàn vũ 2009[10].
- Hoa hậu Thế giới người Việt 2010 Lưu Thị Diễm Hương suýt bị thu hồi vương miện do vi phạm quy chế tham gia các cuộc thi nhan sắc và không trung thực trong khai báo với cơ quan nhà nước. Cụ thể, cô đã kết hôn vào tháng 8 năm 2011, trước thời điểm đại diện Việt Nam dự thi Hoa hậu Hoàn vũ 2012. Tuy nhiên, ban tổ chức cuộc thi Hoa hậu Thế giới người Việt quyết định chỉ đưa ra hình phạt cảnh cáo.
- Hoa hậu Việt Nam 2014 Nguyễn Cao Kỳ Duyên đã suýt bị tước vương miện vì hút thuốc lá, gây ảnh hưởng xấu đến hình ảnh của một Hoa hậu, người đại diện cho vẻ đẹp Việt Nam.
- Hoa hậu Đại dương Việt Nam 2017 Lê Âu Ngân Anh đã suýt bị tước vượng miện vì phẫu thuật thẩm mỹ trước khi tham dự cuộc thi. Nhưng sau đó cô đã không bị tước vương miện và ban tổ chức cuộc thi bị phạt 4 triệu đồng.